# Liste der Sieger der Deutschen Jugend-Hallenmeisterschaften im Tennis
Folgende Listen enthalten alle Sieger der Deutschen Jugend-Hallenmeisterschaften der verschiedenen Altersklassen im Tennis ab dem Jahr 2000.

## Juniorinnen

### U18
| Jahr | Siegerin            | Finalgegnerin          | Ergebnis    |
| ---- | ------------------- | ---------------------- | ----------- |
| 2000 | Stephanie Gehrlein  | Bianka Lamade          | 3:6 6:3 6:4 |
| 2001 | Julia Babilon       | Kathrin Wörle          | 6:4 6:4     |
| 2002 | Antonia Matic       | Sunna-Kristina Barthel | 2:6 6:4 7:6 |
| 2003 | Angelique Kerber    | Claudia Kardys         | 7:5 Aufgabe |
| 2004 | Angelique Kerber    | Andrea Sieveke         | 6:1 6:0     |
| 2005 | Tatjana Maria       | Laura Siegemund        | 7:5 7:6     |
| 2006 | Julia Görges        | Laura Siegemund        | 6:1 6:2     |
| 2007 | Dominice Ripoll     | Ellen Linsenbolz       | 3:6 6:2 6:2 |
| 2008 | Mona Barthel        | Syna Kayser            | 7:6 6:2     |
| 2009 | Sina Haas           | Carolin Daniels        | 6:1 6:2     |
| 2010 | Julia Kimmelmann    | Laura Schaeder         | 6:1 6:4     |
| 2011 | Julia Wachaczyk     | Anna-Lena Friedsam     | 7:6 5:7 6:4 |
| 2012 | Sonja Larsen        | Carolin Schmidt        | 4:6 7:5 6:1 |
| 2013 | Yana Morderger      | Charlotte Klasen       | 2:6 7:5 6:1 |
| 2014 | Lea Gasparovic      | Vinja Lehmann          | 6:0 6:4     |
| 2015 | Katharina Hobgarski | Imke Schlünzen         | 6:2 6:2     |

### U 16
| Jahr | Siegerin            | Finalgegnerin       | Ergebnis    |
| ---- | ------------------- | ------------------- | ----------- |
| 2000 | Julia Babilon       | Eva Dickes          | 6:3 6:0     |
| 2001 | Claudia Kardys      | Imke Reimers        | 7:5 6:3     |
| 2002 | Andrea Petković     | Kim Hartmann        | 6:1 6:4     |
| 2003 | Martina Pavelec     | Evelyne Widiger     | 7:6 6:4     |
| 2004 | Laura Siegemund     | Natalie Fehse       | 1:6 6:3 6:1 |
| 2005 | Nathalie Fehse      | Anna Geissler       | 6:1 6:1     |
| 2006 | Syna Kayser         | Mona Barthel        | 6:2 6:1     |
| 2007 | Lena-Marie Hofmann  | Leonie Athanasiadis | 6:4 6:0     |
| 2008 | Dinah Pfizenmaier   | Christina Shakovets | 5:2 Aufgabe |
| 2009 | Julia Kimmelmann    | Stephanie Wagner    | 4:6 6:4 6:1 |
| 2010 | Carina Witthöft     | Stephanie Wagner    | 6:1 6:4     |
| 2011 | Jana Nabel          | Amelie Intert       | 6:0 6:2     |
| 2012 | Yana Morderger      | Amelie Intert       | 6:3 7:5     |
| 2013 | Katharina Hobgarski | Vinja Lehmann       | 6:4 6:3     |
| 2014 | Lena Rüffer         | Anastazja Rosnowska | 6:1 6:3     |
| 2015 | Lara Schmidt        | Linda Puppendahl    | 4:6 6:4 6:1 |

### U 14
| Jahr | Siegerin                 | Finalgegnerin       | Ergebnis    |
| ---- | ------------------------ | ------------------- | ----------- |
| 2000 | Valerie Meise            | Caline Beermann     | 7:6 6:0     |
| 2001 | Angelique Kerber         | Tatjana Maria       | 6:4 6:2     |
| 2002 | Sabrina Allaut           | Florence Lampe      | 6:4 6:1     |
| 2003 | Olivia Caroline Matuszak | Dominice Ripoll     | 6:3 6:2     |
| 2004 | Syna Kayser              | Katrin Schmidt      | 7:5 6:4     |
| 2005 | Katrin Schmidt           | Kim Grajdek         | 6:3 6:2     |
| 2006 | Mara Nowak               | Sina Haas           | 6:2 6:0     |
| 2007 | Nina Wellnitz            | Laura Schaeder      | 6:0 6:1     |
| 2008 | Annika Beck              | Hanna Landener      | 6:3 6:1     |
| 2009 | Jana Nabel               | Lisa-Marie Mätschke | 2:6 6:2 6:4 |
| 2010 | Antonia Lottner          | Tayisiya Morderger  | 6:2 6:0     |
| 2011 | Yana Morderger           | Julia Mikulski      | 6:4 6:2     |
| 2012 | Katharina Gerlach        | Lena Rüffer         | 7:5 1:6 7:6 |
| 2013 | Nastja Rettich           | Patricia Avram      | 6:2 6:0     |
| 2014 | Julia Rehberg            | Ann-Cathrin Hummel  | 6:2 7:5     |
| 2015 | Isabella Pfennig         | Julia Middendorf    | 6:4 6:3     |

### U 13
Der Wettbewerb wurde nur im Jahr 2014 ausgetragen.
| Jahr | Siegerin        | Finalgegnerin   | Ergebnis |
| ---- | --------------- | --------------- | -------- |
| 2014 | Anna Elisa Zorn | Santa Strombach | 6:3 6:2  |

### U12 Masters
Der Wettbewerb wird erst seit 2011 ausgetragen.
| Jahr | Siegerin               | Finalgegnerin     | Ergebnis    |
| ---- | ---------------------- | ----------------- | ----------- |
| 2011 | Shaline-Doreen Pipa    | Lina Lächler      | 6:4 4:6 6:4 |
| 2012 | Emily Seibold          | Zoe Schmidt       | 6:0 6:1     |
| 2013 | Julia Marzoll          | Emma Gevorgyan    | 6:1 4:6 6:4 |
| 2014 | Julia Middendorf       | Angelina Wirges   | 7:5 6:4     |
| 2015 | Amelie-Christin Janßen | Deborah Muratovic | 6:0 6:0     |